# Metalni vodik
Metalni vodik je jedan od pojavnih oblika vodika. Oblik je degenerirane tvari. U ovoj fazi vodik se ponaša kao električni vodič koji ima osobine supravodiča.
Naziva ga se "svetim gralom" kemije visokih tlakova. Postojanje vodika u ovom obliku predviđeno je modelom nastalim 1935. godine. Izračunato je da pri visokim tlakovima mogu puknuti veze koje drže atome vodika u njihovoj molekuli. Ta je pojava bila poznata još u 19. stoljeću, kad pri običnom tlaku platina i paladij upijaju plinoviti vodik, paladij i 900 puta više od svoga volumena. Vodik se tada raspada na atome i ispunjava prazninu između atoma platine ili paladija praveći s njima neku vrstu slitine, ali kemičari nisu znali što se krije iza te pojave. Danas ova pojava ima primjenu od vodikove elektrode do gorivnih ćelija.
U prirodi se javlja kod plinovitih divova. Za Jupiter je zaključeno da vodik dominira nad helijem u odnosu 14:1, te da se prijelaz iz molekularnog u metalni vodik javlja kod promjera od 3 ekvatorijalnog radijusa planeta.
Za laboratorijski stvoriti metalni vodik, molekulu običnog vodika valja razbiti na atome. To znači da se veza vodikovih atoma mora produžiti više od prirodne dužine 74 pm te uložiti energiju od 4,52 eV po molekuli. Rastezanje veza postiže se zagrijavanjem vodika na oko 3.000 °C. To je tek prvi korak. Tek svaka deseta molekula raspada se na atome, no metalni vodik još uvijek ne nastaje. Druga metoda koja se predlaže još od stvaranja ovog modela, je razbijanje veza krajnje visokim tlakom. Atomska veza među vodikovim atomima puca ako se vodik stlači tlakom višim od 250.000 bara (25 GPa). Tada bi morala nastati čvrsta, atomska i nadasve metalna modifikacija vodika. Znanstvenici tad dolaze do sljedećih problema: prvi je kako postići tako visoki tlak. Drugi dolazi poslije, tj. ako se i uspije stlačiti atom takvim tlakom, kako se uvjeriti da je vodik postao kovina.
Sve do nedavno smatralo se da je metalni vodik jedini drugi pojavni oblik vodika, dok nije otkriven tamni vodik. Metalni vodik, za razliku od vodika koji susrećemo na Zemlji, duboko je u jezgrama plinovitih divova. Postoji u ekstremnim uvjetima temperature i tlaka u obliku tekućeg metala koji može provoditi elektricitet bez otpora. Početkom 2016. godine znanstvenici sa sveučilišta u Edinburghu uspjeli su u laboratorijskim uvjetima proizvesti metalni vodik, izlagajući vodik tlaku 3,25 milijuna puta većem od atmosferskog. Postignuta je faza bliska metalnoj. Za to su se služili dijamantnim tijescima radi stlačivanja vodikovih molekula tlakom od 3,25 milijuna atmosfera. Pokus je potvrdio model iz 1935. godine: uz dovoljnu razinu stlačivanja pucaju molekulske veze i atomi se organiziraju u rešetku istovjetnu onoj kod metala. Tako je ovaj pokus doveo do stvaranja čvrstog stanja vodika. Stanje je nazvano fazom V, jer to još uvijek nije stanje u potpunosti s osobinama metala, ali neke metalne osobine već ima. Radi se o međufazi prema čistom metalnom stanju, gdje su molekularne veze pokidane, no svojstva metala nisu u potpunosti došla do izražaja.